# NGC 987
NGC 987 este o galaxie lenticulară situată în constelația Triunghiul. A fost descoperită în 12 septembrie 1784 de către William Herschel. Se află la o distanță de 61,21 de megaparseci de Pământ.